# Yengo nationalpark
Yengo nationalpark är en nationalpark i Australien. Den ligger i delstaten New South Wales, i den sydöstra delen av landet, omkring 100 kilometer norr om delstatshuvudstaden Sydney.
Runt Yengo National Park är det ganska glesbefolkat, med 25 invånare per kvadratkilometer.. Det finns inga samhällen i närheten.
I omgivningarna runt Yengo National Park växer i huvudsak städsegrön lövskog. Genomsnittlig årsnederbörd är 1 206 millimeter. Den regnigaste månaden är februari, med i genomsnitt 214 mm nederbörd, och den torraste är juli, med 27 mm nederbörd.